# Leporinus striatus
Leporinus striatus är en fiskart som beskrevs av Kner, 1858. Leporinus striatus ingår i släktet Leporinus och familjen Anostomidae. IUCN kategoriserar arten globalt som livskraftig. Inga underarter finns listade i Catalogue of Life.